# Panaghiuriște
Panaghiuriște (în bulgară Панагюрище) este un oraș în comuna Panaghiuriște, regiunea Pazardjik,  Bulgaria.

## Demografie
Componența etnică a orașului Panaghiuriște
     Bulgari (92,8%)
     Nicio identificare (6,75%)
     Altele (0,44%)
La recensământul din 2011, populația orașului Panaghiuriște era de 17.584 locuitori. Din punct de vedere etnic, majoritatea locuitorilor (92,8%) erau bulgari. Pentru 6,75% din locuitori nu este cunoscută apartenența etnică.